# Chamaecrista ensiformis
Chamaecrista ensiformis es una especie de planta fanerógama perteneciente a la familia Fabaceae. Es originaria de Brasil.

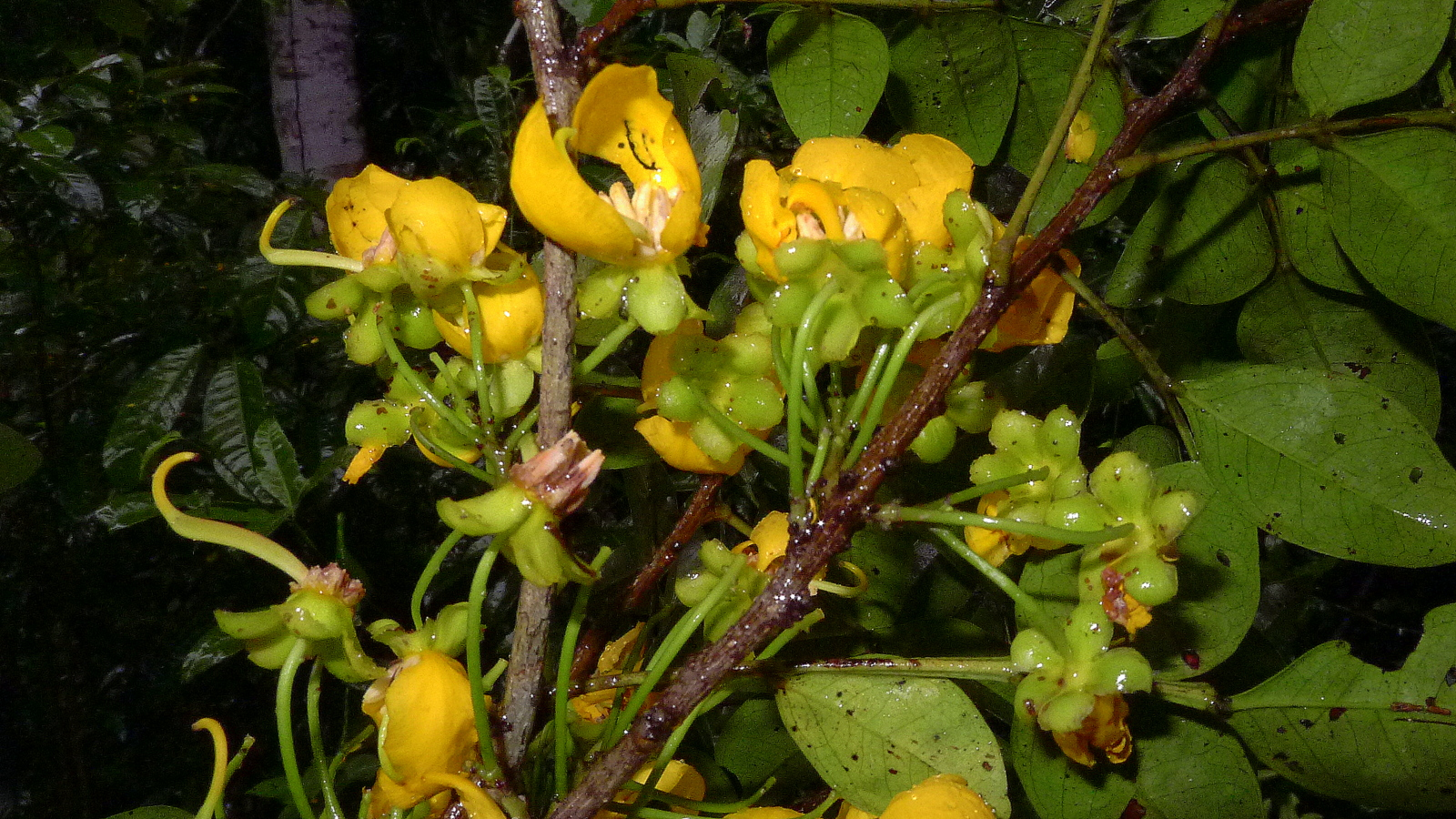
Vista de la planta con flores

## Taxonomía
Chamaecrista ensiformis fue descrito por (Vell.) H.S.Irwin & Barneby y publicado en Memoirs of The New York Botanical Garden 35: 642. 1982.
Etimología
Chamaecrista: nombre genérico que deriva de las palabras griegas: chama = "bajo, enano" y crista = "cresta".
ensiformis: epíteto latíno que significa "con forma de espada"
Variedades aceptadas
- Chamaecrista ensiformis var. maranonica (H.S.Irwin) H.S.Irwin & Barneby
- Chamaecrista ensiformis var. plurifoliolata (Hoehne) H.S.Irwin & Barneby

Sinonimia
- Cassia ensiformis Vell.
- Chamaecrista ensiformis var. ensiformis[5]